# Arrondissement Dole
Das Arrondissement Dole ist eine Verwaltungseinheit des Département Jura in der französischen Region Bourgogne-Franche-Comté. Hauptort (Sitz der Unterpräfektur) ist Dole.
Im Arrondissement liegen acht Wahlkreise (Kantone) und 190 Gemeinden. Zum 1. Mai 2006 wechselte der damalige Kanton Chaumergy vom Arrondissement Dole zum Arrondissement Lons-le-Saunier, der Kanton Villers-Farlay vom Arrondissement Lons-le-Saunier zum Arrondissement Dole.

## Wahlkreise
- Kanton Arbois
- Kanton Authume
- Kanton Bletterans (mit 20 von 59 Gemeinden)
- Kanton Dole-1
- Kanton Dole-2
- Kanton Mont-sous-Vaudrey
- Kanton Poligny (mit 9 von 42 Gemeinden)
- Kanton Tavaux

## Gemeinden
Die Gemeinden des Arrondissements Dole sind:
| 1. Abergement-la-Ronce (39001)       | 2. Abergement-le-Grand (39002)   | 3. Abergement-le-Petit (39003)       | 4. Abergement-lès-Thésy (39004)   |
| 5. Aiglepierre (39006)               | 6. Amange (39008)                | 7. Annoire (39011)                   | 8. Arbois (39013)                 |
| 9. Archelange (39014)                | 10. Aresches (39586)             | 11. Asnans-Beauvoisin (39022)        | 12. Audelange (39024)             |
| 13. Augerans (39026)                 | 14. Aumont (39028)               | 15. Aumur (39029)                    | 16. Authume (39030)               |
| 17. Auxange (39031)                  | 18. Balaiseaux (39034)           | 19. Bans (39037)                     | 20. Barretaine (39040)            |
| 21. Baverans (39042)                 | 22. Belmont (39048)              | 23. Bersaillin (39049)               | 24. Besain (39050)                |
| 25. Biarne (39051)                   | 26. Biefmorin (39054)            | 27. Bracon (39072)                   | 28. Brainans (39073)              |
| 29. Brans (39074)                    | 30. Bretenières (39077)          | 31. Brevans (39078)                  | 32. Buvilly (39081)               |
| 33. Cernans (39084)                  | 34. Chaînée-des-Coupis (39090)   | 35. Chamblay (39093)                 | 36. Chamole (39094)               |
| 37. Champagne-sur-Loue (39095)       | 38. Champagney (39096)           | 39. Champdivers (39099)              | 40. Champvans (39101)             |
| 41. Chatelay (39117)                 | 42. Châtenois (39121)            | 43. Chaussenans (39127)              | 44. Chaussin (39128)              |
| 45. Chaux-Champagny (39133)          | 46. Chemin (39138)               | 47. Chêne-Bernard (39139)            | 48. Chevigny (39141)              |
| 49. Chilly-sur-Salins (39147)        | 50. Chissey-sur-Loue (39149)     | 51. Choisey (39150)                  | 52. Clucy (39155)                 |
| 53. Colonne (39159)                  | 54. Courtefontaine (39172)       | 55. Cramans (39176)                  | 56. Crissey (39182)               |
| 57. Dammartin-Marpain (39188)        | 58. Damparis (39189)             | 59. Dampierre (39190)                | 60. Darbonnay (39191)             |
| 61. Dole (39198)                     | 62. Dournon (39202)              | 63. Éclans-Nenon (39205)             | 64. Écleux (39206)                |
| 65. Étrepigney (39218)               | 66. Évans (39219)                | 67. Falletans (39220)                | 68. Fay-en-Montagne (39222)       |
| 69. Foucherans (39233)               | 70. Fraisans (39235)             | 71. Frasne-les-Meulières (39238)     | 72. Gatey (39245)                 |
| 73. Gendrey (39246)                  | 74. Geraise (39248)              | 75. Germigney (39249)                | 76. Gevry (39252)                 |
| 77. Grange-de-Vaivre (39259)         | 78. Gredisans (39262)            | 79. Grozon (39263)                   | 80. Ivory (39267)                 |
| 81. Ivrey (39268)                    | 82. Jouhe (39270)                | 83. La Barre (39039)                 | 84. La Bretenière (39076)         |
| 85. La Chapelle-sur-Furieuse (39103) | 86. La Châtelaine (39116)        | 87. La Ferté (39223)                 | 88. La Loye (39305)               |
| 89. La Vieille-Loye (39559)          | 90. Lavangeot (39284)            | 91. Lavans-lès-Dole (39285)          | 92. Le Chateley (39119)           |
| 93. Le Deschaux (39193)              | 94. Le Fied (39225)              | 95. Lemuy (39291)                    | 96. Les Arsures (39019)           |
| 97. Les Essards-Taignevaux (39211)   | 98. Les Hays (39266)             | 99. Les Planches-près-Arbois (39425) | 100. Longwy-sur-le-Doubs (39299)  |
| 101. Louvatange (39302)              | 102. Malange (39308)             | 103. Marnoz (39315)                  | 104. Mathenay (39319)             |
| 105. Menotey (39323)                 | 106. Mesnay (39325)              | 107. Miéry (39330)                   | 108. Moissey (39335)              |
| 109. Molain (39336)                  | 110. Molamboz (39337)            | 111. Molay (39338)                   | 112. Monay (39342)                |
| 113. Monnières (39345)               | 114. Montbarrey (39350)          | 115. Monteplain (39352)              | 116. Montholier (39354)           |
| 117. Montigny-lès-Arsures (39355)    | 118. Montmarlon (39359)          | 119. Montmirey-la-Ville (39360)      | 120. Montmirey-le-Château (39361) |
| 121. Mont-sous-Vaudrey (39365)       | 122. Mouchard (39370)            | 123. Mutigney (39377)                | 124. Neublans-Abergement (39385)  |
| 125. Neuvilley (39386)               | 126. Nevy-lès-Dole (39387)       | 127. Offlanges (39392)               | 128. Orchamps (39396)             |
| 129. Ougney (39398)                  | 130. Ounans (39399)              | 131. Our (39400)                     | 132. Oussières (39401)            |
| 133. Pagney (39402)                  | 134. Pagnoz (39403)              | 135. Parcey (39405)                  | 136. Peintre (39409)              |
| 137. Peseux (39412)                  | 138. Petit-Noir (39415)          | 139. Picarreau (39418)               | 140. Plasne (39426)               |
| 141. Pleure (39429)                  | 142. Plumont (39430)             | 143. Pointre (39432)                 | 144. Poligny (39434)              |
| 145. Pont-d’Héry (39436)             | 146. Port-Lesney (39439)         | 147. Pretin (39444)                  | 148. Pupillin (39446)             |
| 149. Rahon (39448)                   | 150. Rainans (39449)             | 151. Ranchot (39451)                 | 152. Rans (39452)                 |
| 153. Rochefort-sur-Nenon (39462)     | 154. Romain (39464)              | 155. Romange (39465)                 | 156. Rouffange (39469)            |
| 157. Saint-Aubin (39476)             | 158. Saint-Baraing (39477)       | 159. Saint-Cyr-Montmalin (39479)     | 160. Saint-Lothain (39489)        |
| 161. Saint-Loup (39490)              | 162. Saint-Thiébaud (39495)      | 163. Saizenay (39497)                | 164. Salans (39498)               |
| 165. Saligney (39499)                | 166. Salins-les-Bains (39500)    | 167. Sampans (39501)                 | 168. Santans (39502)              |
| 169. Séligney (39507)                | 170. Sermange (39513)            | 171. Serre-les-Moulières (39514)     | 172. Souvans (39520)              |
| 173. Tassenières (39525)             | 174. Tavaux (39526)              | 175. Taxenne (39527)                 | 176. Thervay (39528)              |
| 177. Thésy (39529)                   | 178. Tourmont (39535)            | 179. Vadans (39539)                  | 180. Vaudrey (39546)              |
| 181. Villeneuve-d’Aval (39565)       | 182. Villerserine (39568)        | 183. Villers-Farlay (39569)          | 184. Villers-les-Bois (39570)     |
| 185. Villers-Robert (39571)          | 186. Villette-lès-Arbois (39572) | 187. Villette-lès-Dole (39573)       | 188. Vitreux (39581)              |
| 189. Vriange (39584)                 |                                  |                                      |                                   |

## Neuordnung der Arrondissements 2017

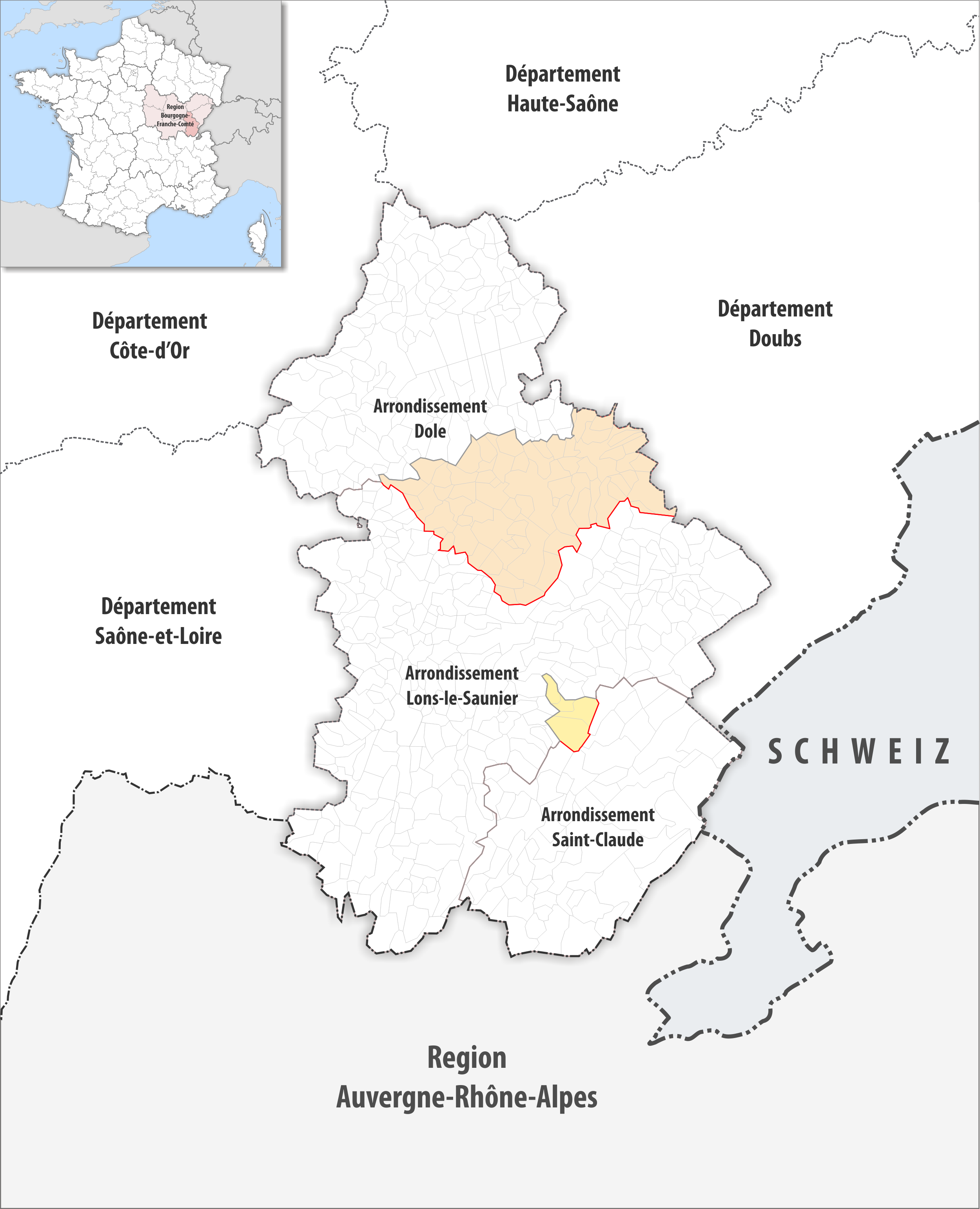
Arrondissementsanpassungen im Jahr 2017

Durch die Neuordnung der Arrondissements im Jahr 2017 wurde die Fläche der 67 Gemeinden Abergement-le-Grand, Abergement-le-Petit, Abergement-lès-Thésy, Aiglepierre, Arbois, Aresches, Aumont, Barretaine, Bersaillin, Besain, Biefmorin, Bracon, Brainans, Buvilly, Cernans, Chamole, Chaussenans, Chaux-Champagny, Chilly-sur-Salins, Clucy, Colonne, Darbonnay, Dournon, Fay-en-Montagne, Geraise, Grange-de-Vaivre, Grozon, Ivory, Ivrey, La Chapelle-sur-Furieuse, La Châtelaine, Le Chateley, La Ferté, Le Fied, Lemuy, Les Arsures, Les Planches-près-Arbois, Marnoz, Mathenay, Mesnay, Miéry, Molain, Molamboz, Monay, Montholier, Montigny-lès-Arsures, Montmarlon, Neuvilley, Oussières, Picarreau, Plasne, Poligny, Pont-d’Héry, Pretin, Pupillin, Saint-Cyr-Montmalin, Saint-Lothain, Saint-Thiébaud, Saizenay, Salins-les-Bains, Thésy, Tourmont, Vadans, Vaux-sur-Poligny, Villerserine, Villers-les-Bois und Villette-lès-Arbois aus dem Arrondissement Lons-le-Saunier dem Arrondissement Dole zugewiesen.

## Ehemalige Gemeinden seit der landesweiten Neuordnung der Arrondissements
2025: Vaux-sur-Poligny
2019: Dampierre, Le Petit-Mercey

## Belege
1. ↑   Arrêté préfectoral no 06/058 du 9 mars 2006 portant modification des limites territoriales des arrondissements de Lons-le-Saunier et de Dole (Jura) (Memento vom 4. Dezember 2008 im Internet Archive)